# Давид Мердинци
Давид Мердинци (арм. Դավիթ Մերդինցի) — армянский книжник и летописец XV века. 
Был иереем из города Мардин. В 1452 году переписал составленный ранее сборник материалов разного (в основном исторического) содержания. К рукописи добавил и свою летопись, охватывающую период между 1450 и 1457 годами. Давид был не только современником описываемых событий, но, в большинстве случаев, и очевидцем. Его небольшая хроника представляет собой важный и достоверный источник для изучения этого короткого периода. В ней содержатся интересные данные о государстве Кара-Коюнлу и правлении Джаханшаха, о войне между предводителем племени Ак-Коюнлу Узун-Гасаном и его братом Джахангиром, о восстании в Мардине, землетрясении в Эрзинджане 23 апреля 1457 года, и т.д.
Рукописи
- Матенадаран, рукопись № 1198

Издания
- Мелкие хроники (XIII—XVIII вв.) / сост. В. А. Акопян. — Ереван: изд-во АН АрмССР, 1956. — Т. 2. — С. 210—215. — 686 с.